# 北原奈々子
北原 奈々子（きたはら ななこ、本名:桜井 奈々子（さくらい ななこ）、1977年7月10日 - ）は、日本の元タレント、元女優。

## 人物・来歴
- 長野県松本市出身。長野県松本蟻ヶ崎高等学校を経て、法政大学文学部日本文学科卒。
- 大学時代に、レギュラー出演する番組があったが、2004年あたりからは 目立った活動が無く、現在の所属事務所も不詳である（旧所属事務所はメセナス）。

## 出演

### テレビ
- 王様のブランチ（TBS、1997年10月 - 1998年9月）
- 世界ウルルン滞在記（毎日放送、2000年3月12日,2002年4月28日）
- イタリア語会話（NHK教育、2000年4月 - 2001年3月）
- ハイビジョンスペシャル「味覚の迷宮　韓国　情熱のキムジャン」(NHKBSプレミアム、2001年)

### テレビドラマ
- 新・愛の嵐（東海テレビ、2002年）- 大河原秀子 役

### CM
- サッポロビール「黒ラベル」（1999年）